# George Keppel (wojskowy)
George Keppel (ur. 14 października 1865, zm. 22 listopada 1947) – brytyjski arystokrata i wojskowy, młodszy syn Williama Keppela, 7. hrabiego Albemarle, i Sophii MacNab, córki Allana Napiera MacNaba, premiera Prowincji Kanady.
Był członkiem Królewskiego Orderu Wiktoriańskiego i porucznikiem Gordon Highlanders. W 1914 r. został kapitanem Królewskiej Artylerii Polowej Norfolk (Norfolk Royal Field Artillery). Brał udział w I wojnie światowej. W 1915 r. został majorem Królewskich Fizylierów (Royal Fusiliers). W latach 1916–1917 dowodził w stopniu pułkownika 2/4 batalionem regimentu Wschodniego Lancashire (2nd/4th Battalion, East Lancashire Regiment). W latach 1917–1918 dowodził w stopniu pułkownika 2/5 batalionem lekkiej piechoty górskiej (2nd/5th Battalion, Highland Light Infantry). W 1919 r. był adiutantem przy Sztabie Generalnym. Uzyskał rangę podpułkownika Rezerwy Oficerskiej.
1 czerwca 1891 r. poślubił Alice Fredericę Edmonstone (14 października 1869 – 22 listopada 1947), córkę Williama Edmonstone’a, 4. baroneta, i Mary Parsons. George i Alice mieli razem dwie córki:
- Violet Keppel (6 czerwca 1894 – 29 lutego 1972), pisarka
- Sonia Rosemary Keppel (24 maja 1900 – 16 sierpnia 1986), oficer Orderu Imperium Brytyjskiego, żona Rolanda Cubitta, 3. barona Ashcombe, miała dzieci

Alice często zdradzała męża i miała wielu kochanków, z których najwyżej postawionym był król Edward VII. Podobno owocem jednego z romansów była starsza córka Keppelów. George wiedział o romansach swojej żony i w późniejszych latach, kiedy w odwiedziny do Alice przybywał król, George opuszczał dom, zostawiając kochanków samych.